# Кулбакі
Кулбакі (груз. ქულბაქი) — село в Грузії.
За даними перепису населення 2014 року в селі проживає 131 особа.